# 더글러스 프레스턴
더글러스 프레스턴 ( 영어: Douglas Preston ,1956년 5월 31일 - ) 은 미국의 기자이며 작가이다. 링컨 차일드와 함께 쓴 Agent Pendergast Series로 유명하다.  